# Stadio Kouekong
Lo stadio Kouekong è un impianto sportivo di Kouekong, sobborgo di Bafoussam, in Camerun, della capienza di 20 000 spettatori.
Inaugurato nel 2016, sorge a 8 km dal centro cittadino. È stato tra le sedi della Coppa d'Africa 2021, tenutasi nel 2022.

## Storia
Progettato dall'impresa cinese China National Machinery and Equipment Import and Export Corporation (CMEC), è stato edificato tra il 2014 e il 2015 ed è stato inaugurato il 30 aprile 2016 con una partita delle eliminatorie della Coppa d'Africa Under-20 del 2017 vinta dal Camerun. Nel 2022 ha ospitato alcune partite della Coppa d'Africa 2021.